# Marco Cavani
Marco Cavani (Bologna, 1952) è uno scrittore e ghostwriter italiano.

## Biografia
Si è laureato in Architettura all'Università degli Studi di Firenze nel 1977. Negli anni ‘80 ha disegnato stampe per Enrico Coveri e altri famosi stilisti italiani.
Dal 2001 al 2005 ha tenuto, sul settimanale Guerin Sportivo, le rubriche L'Architetto e Cartellino Rosso. Nel 2001 ha collaborato alla stesura di Una porta nel cielo, autobiografia di Roberto Baggio, terzo classificato al 39º Premio Bancarella Sport. Nel 2007 ha scritto, assieme a Nicola Calzaretta, Ridicolcalcio, libro comico sul calcio.
Nel 2010 ha collaborato all'autobiografia di Shel Shapiro Io sono immortale. Nel 2012 ha pubblicato per Mondadori La Posta del Cuore, una storia vera, con prefazione di Natalia Aspesi, romanzo che è la confessione di una beffa perpetrata dall'autore ai danni di Natalia Aspesi e della sua rubrica Questioni di Cuore - appuntamento fisso, fin dai primi anni novanta, sul supplemento de Il Venerdì di Repubblica.
Cavani nel libro confessa alla giornalista di essere l'autore di 36 missive inviate sotto falso nome e da lei pubblicate, e di detenere una specie di record: il 5-1-2007 tutte e tre le lettere della rubrica erano state scritte da lui.

## Opere

### Libri
- Ridicolcalcio, lo stupidario definitivo del calcio, con Nicola Calzaretta, Mondadori, 2007
- La Posta del Cuore, una storia vera, con prefazione di Natalia Aspesi, Mondadori, 2012

### Collaborazioni Ghost
- Una porta nel cielo, autobiografia di Roberto Baggio, Limina, 2001
- Io sono immortale, autobiografia di Shel Shapiro, Mondadori, 2010
- Just Me, autobiografia di Roberto Cavalli, Mondadori, 2013